# Odihnă (pictură de Bouguereau)
Odihnă este o pictură în ulei pe pânză din 1879 a pictorului William-Adolphe Bouguereau aflată acum la Cleveland Museum of Art. Aceasta înfățișează o mamă tânără alături de copiii ei la umbra unui copac, cupola Bazilicii Sf. Petru din Roma putând fi observată în fundal. Pictura amintește de picturile Sfintei Familii realizate de Rafael. Lucrarea este semnată în partea stângă jos.
Tabloul a fost cumpărat de la artist de către Hinman Hurlbut.